# Reichlich Weiblich
Reichlich Weiblich est un big band de jazz allemand. C’est le premier groupe féminin de jazz d’Allemagne.
Reichlich Weiblich est le premier Bigband de jazz féminin allemand en Europe. Il a rencontré un très vif succès dans les années 1980.

## Histoire du groupe
Reichlich Weiblich est fondé en 1984 par 12 musiciennes. Il se compose de 5 saxophonistes, 3 trompettistes, 2 trombonistes et le rythme est assuré par la basse et le piano. Un homme cependant a été invité à rejoindre le groupe : Karl Godejohann comme percussionniste.
Les musiciennes venaient de toute l’Allemagne de l’Ouest et ont sillonné les routes pendant leur tournée de 1987, où elles ont rencontré un très vif succès, en particulier au Festival de Moers.
Leur musique, au répertoire étendu, sort des cases du jazz, n’hésitant pas à emprunter à d’autres genres : rock, valse, tango, cha-cha-cha. 
Ce sont surtout Ulrike Haage et Sibylle Pomorin qui composaient. Les morceaux sont souvent en adéquation avec les événements, comme Nuclear Footprints composé à la suite de la catastrophe de Tchernobyl.

## Composition
- Dorothee Hahne (trompette), de Cologne
- Angela Prätz (trompette), de Hambourg
- Iris Timmermann (aujourd’hui Iris Kramer) (trompette), de Hambourg
- Ruth Exter (trombone), de Hambourg
- Gabriele Rosenberg (trombone), de Cologne
- Sonja Griefahn (saxophone), de Cologne
- Ilona Henz (saxophone), de Dortmund
- Sybille Pomorin (saxophone, flûte), de Berlin
- Sabine Koth (saxophone) de Hambourg
- Christine Hörmann (saxophone, flûte), de Oldenbourg
- Ulrike Haage (piano, synthétiseur), de Hambourg
- Barbara Buchholz (basse), de Bielefeld
- Karl Godejohann (batterie), de Bielefeld

## Discographie
Reichlich Weiblich, Live at Moers, Festival ’87, Burkhard Hennen Publishing, Moers Music.